# لوكهيد واي أو-3
لوكهيد واي أو-3 كوايت ستار (Lockheed YO-3 "Quiet Star) طائرة أمريكية بمحرك مروحي واحد طورت من أجل مراقبة المعارك خلال حرب فيتنام. تم تصميمها لتكون هادئة قدر الإمكان، وكانت تهدف إلى مراقبة تحركات القوات في شبه الصمت خلال ساعات الظلام.

## طرازات أخرى من الطائرة

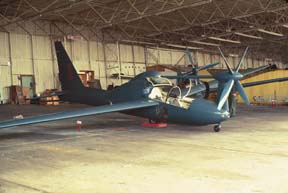
كيو تي-2بي سي في عام 1968

كيو تي-1 كوايت ثراستر
طائرة شراعية مقترحة ذات مقعد واحد تعمل بمحرك من نوع شفايتزر آس جي أس 2-32 ، لم تبن.
كيو تي-2
طائرتي شراعيتين اثنتين معدلتين  من طائرة شفايتزر أكس-26 بمقعدين بنيتا للتقييم. تم تعديلهما لاحقا بأجهزة استشعار ليصبحا كيو تي-2بي سي.
كيو تي-2بي سي برايز كرو
تعديل لطائرتي كيو تي 2 باضافة جهز استشعار المعارك بنيتا لاختبارهما في مسرح عمليات فيتنام.
كيو-ستار
تعديل لمحرك ومراوح شفايتزر آس جي أس 2-32.
واي أو-3أي
إنتج 11 طائرة مخصصة لجيش الولايات المتحدة.

## المشغلون
- جيش الولايات المتحدة
- المباحث الفيدرالية
- قسم الأسماك في لويزيانا
- ناسا

## الخصائص
الخصائص العامة
- طول: 38 قدم 1 بوصة (11.6 م)
- باع الجناح: 9 قدم 10 بوصة (3 م)
- ارتفاع: 6 قدم 11 بوصة (2.1 م)
- الوزن الإجمالي: 7,937 رطل (3,600 كـغ)
- محركات: 1 × Marquardt XRJ43-MA محرك نفاث تضاغطي (Sustainer)
- محركات: 2 × Thiokol XM45 (5KS50000) صاروخ ذو وقود صلبs, 50,000 رطلق (222 كـن) thrust  الواحد for 5s (Boosters)

أداء
- السرعة القصوى: Mach 4.3
- مدى: 113 nmi؛ 130 ميل (210 كـم)
- سقف الخدمة: 98,000 قدم (30,000 م)

## وصلات خارجية
- YO-3A.com
- لوكهيد جنبا إلى جنب Sailplane & بطيئة تحول المروحة في HistoryNet.com
- هادئة جمعية الطائرات
- QT-2PC جائزة الطاقم
- لوكهيد تي-2 / س- / يو-3A 1971 في الطائرات الظاهري المتحف
- لوكهيد يو-3A بداية هادئة: الأصلي طائرات الشبح من حرب فيتنام
- يو-3A الصوتية الطائرات البحوث معرض الصور نسخة محفوظة 23 مايو 2015 على موقع واي باك مشين.